# ماری آیتویو
ماری آیتویو (انگلیسی: Marie Iitoyo؛ زادهٔ ۵ ژانویهٔ ۱۹۹۸) بازیگر، model اهل ژاپن است. وی از سال ۲۰۰۸ میلادی تاکنون مشغول فعالیت بوده‌است.
از فیلم‌ها یا برنامه‌های تلویزیونی که وی در آن نقش داشته‌است می‌توان به وقتی که پرده دعا فرو می‌ریزد اشاره کرد.